# Zbiralnik vode
Zbiralnik vode, cisterna ali rezervoar (iz latinščine cisterna, iz cista – 'škatla', iz grščine κίστη kistê – 'košara') je vodotesna posoda za tekočine, običajno za vodo. Zbiralniki so pogosto zgrajeni za zbiranje in shranjevanje deževnice. Razlikujejo se od vodnjakov z vodotesnimi oblogami. Sodobni zbiralniki segajo od nekaj litrov do tisoče kubičnih metrov, ki učinkovito oblikujejo pokrite rezervoarje.

## Uporaba
Na območjih neenakomernih padavin in težko dostopnih vodonosnikov se za shranjevanje vode uporabljajo za domače sisteme ali majhna mesta, zbiralniki. Namenjeni so shranjevanju deževnice ali površinske vode. Na območjih s sušo in skalnatem terenu je celotna oskrba z vodo odvisna od njih, tako da ne bi bilo mogoče civilizacije brez gradnje zbiralnikov.
Obstajajo tradicije z zbiralniki, na primer:
- v Levantu
- v Konstantinoplu in Rimu
- na otoku Pantelleria
- na Malti
- na Balearih (Sitjot)
- pri severnoameriških Pueblo Indijancih Acoma
- v starem mestnem jedru lagune v Benetkah
- na Šrilanki

Cilindrični rezervoarji so danes veliko bolj pogosti za pitno vodo. Včasih se imenujejo zadrževalni kotli. Leta 2002 je v Nemčiji obratovalo približno 24.000 rezervoarjev za zadrževanje deževnice. Z vodo bogata Srednja Evropa zbiralnike vode v zasebnih hišah vse bolj uporabljajo kot tehnološko vodo za pralne stroje, stranišča in zalivanje vrta, saj kakovost zadostuje brez posebne priprave. V primeru neustrezne javne oskrbe z vodo lahko zbiralniki služijo tudi za gašenje požarov.

## Različice
Zbiralniki so se gradili v Sredozemlju že več kot 7000 let. Pogosto so izdelani iz velikih kamnitih blokov in opremljeni z zgornjim delom ali stropno konstrukcijo, da se prepreči onesnaženje. Doseganje spreminjanja nivoja vode je zagotovljeno s stopniščem ali z ustreznimi dvižnimi napravami.
Zgodovinski gradbeni materiali za zbiralnike so opeka ali beton. Če je mogoče, so jih vklesali v bližnje skale. Danes so na voljo montažni kontejnerji (2-40 m³) iz plastike ali betona. Uporabljajo se skoraj izključno zbiranje deževnice.
Delno opuščene prečiščene greznice ali prečiščene posode z oljem se uporabljajo kot vrtni namakalni zbiralniki.

## Izvor

### Zgodnja domača in kmetijska raba
Vodotesni z apnom ometan zbiralnik v tleh hiš je bil značilnost neolitskih vasi v Levantu, na primer Tell Ramad in Lebweh. V poznem četrtem tisočletju pred našim štetjem, kot pri Javi v severovzhodnem Libanonu, so zbiralniki bistveni elementi nastajajoče tehnike gospodarjenja z vodo v suhozemskih kmetijskih skupnostih.  Zbiralnike so uporabljali v kameni dobi in v bronasti dobi.

### Grajski zbiralniki
V srednjem veku so zbiralnike pogosto zgradili v gradovih na hribu po Evropi, še posebej tam, kjer ni bilo mogoče dovolj globoko izkopati vodnjaka. Obstajata dve vrsti: zbiralnik in zbiralnik za filtriranje. Takšen filtrski rezervoar je bil zgrajen v Riegersburgu na Avstrijskem Štajerskem, kjer je bil izkopan iz lavne kamnine. Deževnica je tekla skozi peščeni filter in se zbrala v cisterni. Filter je očistil deževnico in jo obogatil z minerali.

## Današnja uporaba
Zbiralniki so običajno razširjeni na območjih, kjer je voda redka ali je bila zaradi velike porabe izčrpana. V preteklosti je bila voda uporabljena za številne namene, vključno s kuhanjem, namakanjem in pranjem. Današnji zbiralniki se, zaradi skrbi glede kakovosti vode, pogosto uporabljajo samo za namakanje. Danes jih lahko opremimo tudi s filtri ali drugimi načini čiščenja vode, kadar je voda namenjena za porabo. Ni neobičajno, da je zbiralnik na nek način odprt, da bi ujel dež ali ima vključene bolj izdelane sisteme za zbiranje deževnice. V teh primerih je pomembno, da sistem ne pušča vode odprte za alge ali komarje, ki jih privlači voda in nato potencialno prenašajo bolezni na  ljudi.
Nekateri zbiralniki so postavljeni na vrhu hiš ali na zgradbah višjih od hiš, ki potrebujejo tekočo vodo za hišo. Pogosto jih ne dobivajo z nabiranjem deževnice, temveč z vodnjaki z električnimi črpalkami ali pa jih napolnijo ročno ali z dostavo tovornjakov. Zelo pogosti v celotni Braziliji so bili na primer tradicionalno izdelani iz betonskih zidov (podobno kot hiše), s podobnim betonskim vrhom (debeline približno 5 cm), z elementom, ki ga je mogoče odstraniti za polnjenje vode in nato ponovno zapreti, da se prepreči umazanija in žuželke. Moderni zbiralniki so izdelani iz plastike različnih kapacitet od okoli 10.000 litrov do 50.000 litrov. Ti zbiralniki se razlikujejo od rezervoarjev za vodo v smislu, da niso popolnoma zaprti, temveč imajo pokrov iz istega materiala, ki ga uporabnik lahko odstranjuje.
Da bi zagotovili čisto oskrbo z vodo, mora biti zbiralnik čist. Pomembno jih je redno pregledovati, jih dobro zapreti in jih občasno izprazniti in očistiti s primerno razredčitvijo klora in jih dobro sprati. Dobro vodo je treba pregledati za onesnaževalce, ki prihajajo iz talnega vira. Mestna voda ima do 1 ppm (delcev na milijon) klora dodanega v vodo, da ostane čista. Če obstaja kakršno koli vprašanje o oskrbi z vodo na kateri koli točki, se voda ne sme uporabljati za pitje ali kuhanje. Če je sprejemljiva kakovost in doslednost, se lahko uporabi za (1) stranišča in hišno čiščenje; (2) prhe in pranje perila; (3) posode za pranje z ustreznimi sanitarnimi metodami in za najvišjo kakovost, (4) kuhanje in pitje. Voda za nesprejemljivo kakovostjo za zgoraj omenjene uporabe se lahko še vedno uporablja za namakanje. Če je brez delcev, vendar ne dovolj nizko ravnijo bakterij, je lahko tudi vretje učinkovita metoda za pripravo vode za pitje.
Mnogi rastlinjaki se zanašajo na zbiralnike, da bi zadovoljili svoje potrebe po vodi, zlasti v Združenih državah. Nekatere države ali regije, kot sta Bermuda in Deviški otoki ZDA, imajo stroge zakone, ki zahtevajo, da se ob vsaki novi gradnji zgradijo sistemi za shranjevanje deževnice. Druge države, kot so Japonska, Nemčija in Španija, ponujajo tudi finančne spodbude ali davčne olajšave za namestitev zbiralnikov. Lahko se uporabljajo tudi za shranjevanje vode za gasilce na območjih, kjer je neustrezna oskrba z vodo. Mesto San Francisco, še posebej, vzdržuje požarne zbiralnike pod svojimi ulicami v primeru motnje primarne vode. V mnogih ravnih območjih se priporoča uporaba zbiralnikov za shranjevanje prekomerne deževnice, ki bi sicer lahko prekomerno obremenila odplake ali drenažne sisteme ob močni nalivih (zagotovo v urbanih območjih, kjer je veliko površin tlakovanih in zemlja ne absorbira vse vode).

## Kopanje
V nekaterih državah jugovzhodne Azije, kot sta Malezija in Indonezija, se za umivanje tradicionalno zliva voda nad telo s škafom (to je praksa, preden je bila voda običajna). Mnoge kopalnice, tudi v sodobnih hišah, so zgrajene z majhnim zbiralnikom za vodo za kopanje po tej metodi.

## Pomorstvo
Pri večini tovornih ladij, ki so raztovorile svoj tovor, tako imenovane balastne rezervoarje na dnu trupa za obtežitev napolnijo z vodo, da ostane ladijski vijak pod vodno gladino. Ker ladje natovorijo balastno vodo v enem pristanišču in jo odvržejo v drugem, predstavljajo tovrstni izpusti nevarnost za lokalni ekosistem, zaradi možnosti vnosa tujerodnih ali možno invazivnih organizmov.

## Znani primeri
- Cisterna bazilika v Carigradu v Turčiji; je največja od nekaj sto starih zbiralnikov, ki ležijo pod mestom Carigrad (nekdanji Konstantinopel), Turčija. Cisterna, ki je 150 m  jugozahodno od Hagije Sofije na zgodovinskem polotoku Sarayburnu, je bila zgrajena v 6. stoletju med vladavino bizantinskega cesarja Justinijana I.
- Zbiralnik v El Džadidi, [Maroko]]; stavba zgrajena leta 1514 je bila nekdanje skladišče (morda orožja) spremenjeno v zbiralnik v šestnajstem stoletju. Podzemna komora, ki meri 34 x 34 m, je bila zgrajena s petimi vrstami petih kamnitih stebrov.
- Zbiralniki v mestu Silves na Portugalskem; od 9. do 12. stoletja je bil iz rdečega peščenjaka (grés de Silves) zgrajen Castelo dos Mouros (mavrski grad) s svojimi 60 m globokimi zbiralniki (Aljibe) površine približno 12.000 m². Velik, severni, pravokotni zbiralnik s kupolastim obokom, ki stoji na stebrih, je dajal velikemu delu mesta vodo.
- Matera, Italija; mesto je bilo zgrajeno nad globoko grapo, ki je otežila oskrbo z vodo svojim prebivalcem. Največja zbiralnika so našli pod Piazza Vittorio Veneto. S svojim trdni stebri izklesanimi iz skale in višino oboka več kot petnajst metrov, je prava vodna stolnica. Tako kot drugi zbiralniki v mestu, zbira deževnico, ki je bila filtrirana in nadzorovano distribuirana
- Asa, kralj Judov je zgradil zbiralnik in prerok Jeremija je bil kasneje vržen vanj, ko je prerokoval babilonsko invazijo
- Zbiralnik v Genezi 1 Mz 37,20-22